# Chamaedorea
Chamaedorea Willd., 1806 è un genere di piante della famiglia delle Arecacee.

## Descrizione
Il genere comprende palme dioiche di piccole dimensioni, con fusti cilindrici, eretti, talora rampicanti, lisci.
Le foglie, bifide o pinnate, sono di colore verde chiaro da giovani, più scuro con l'età.
I frutti sono piccoli, globosi o oblunghi, con epicarpo liscio, mesocarpo carnoso ed endocarpo sottile.

## Distribuzione e habitat
Queste palme crescono nel sottobosco delle foreste tropicali e subtropicali umide dell'ecozona neotropicale. La maggior parte delle specie è originaria del Messico e Guatemala.

## Tassonomia
Il genere Chamaedorea appartiene alla tribù Chamaedoreeae, sottofamiglia Arecoideae.

### Alcune specie

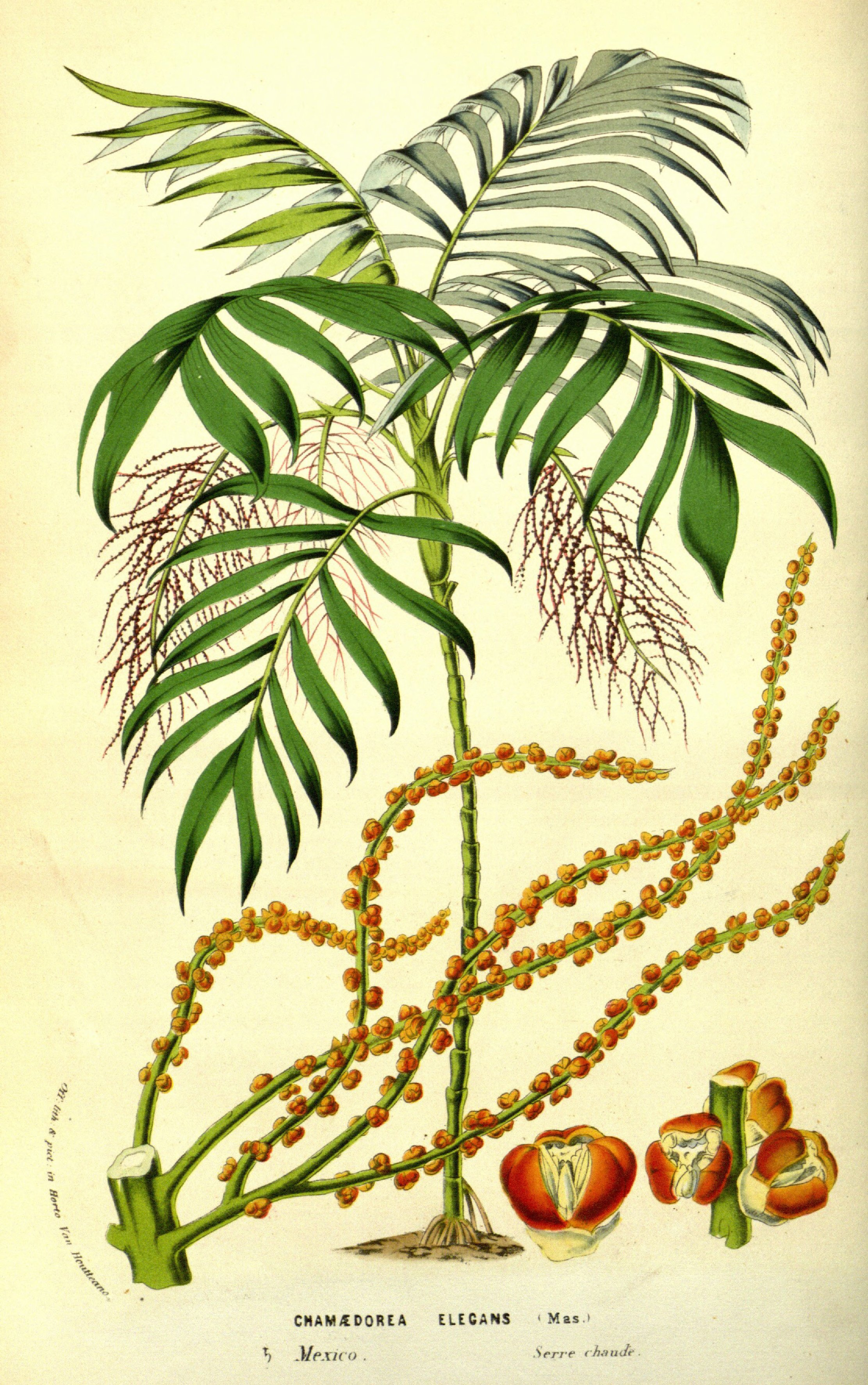
Chamaedorea elegans
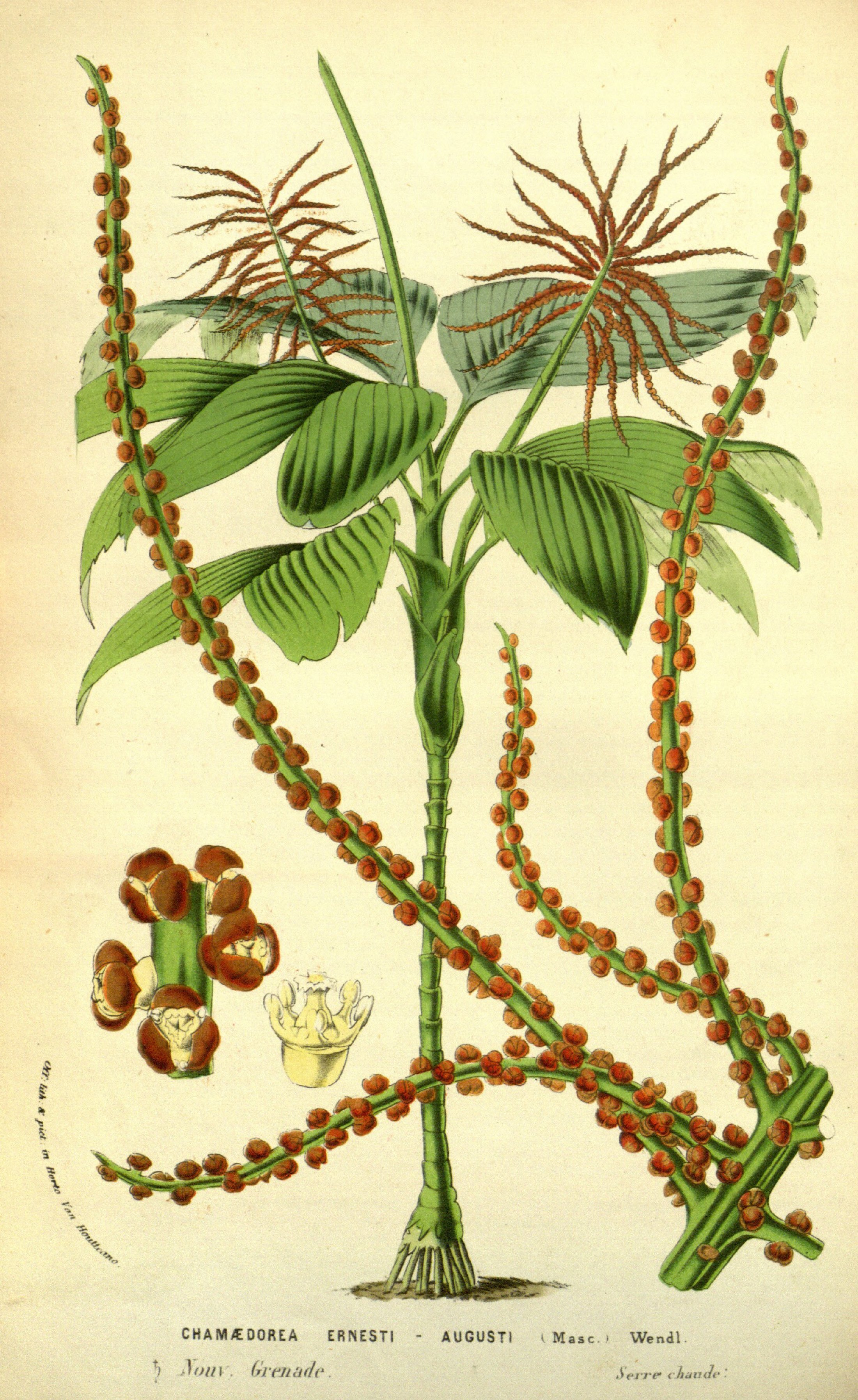
Chamaedorea ernesti-augusti
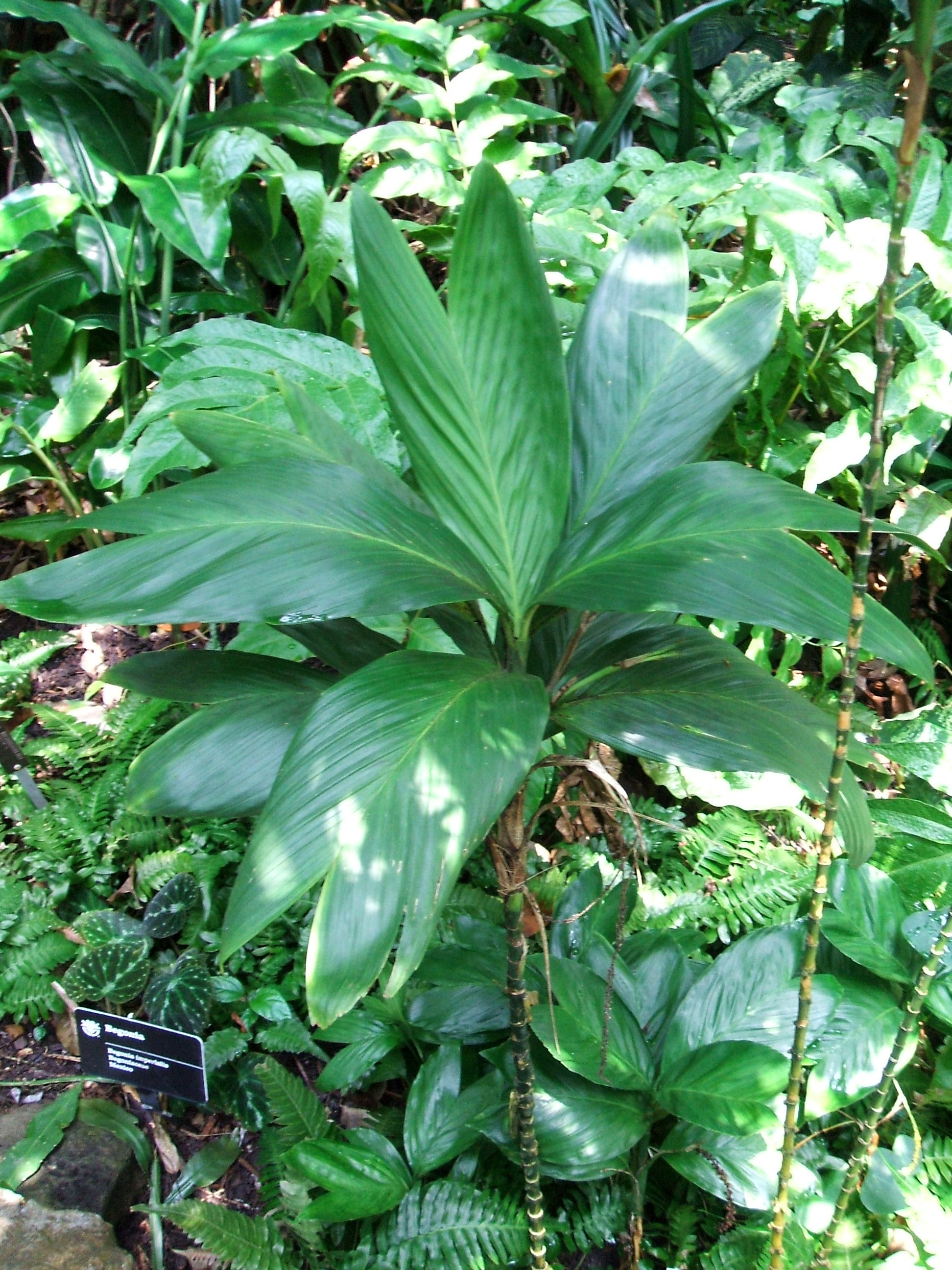
Chamaedorea geonomiformis
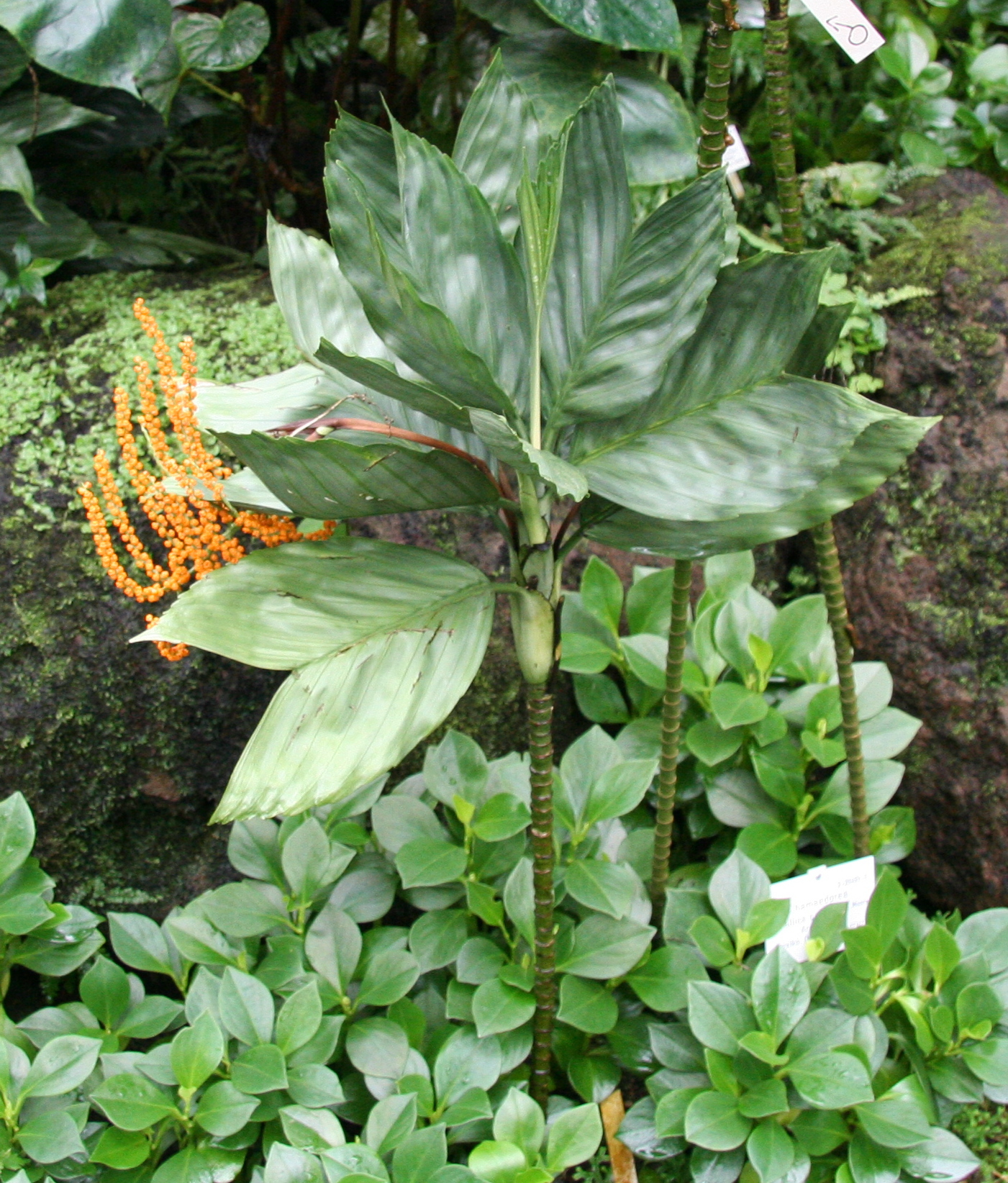
Chamaedorea metallica

## Coltivazione
Alcune specie di Chamaedorea, come  Chamaedorea elegans, volgarmente detta "palma della fortuna",  vengono coltivate come piante ornamentali per l'arredo di appartamenti e dei giardini.
Si adatta alla crescita in vaso, dove difficilmente riesce a fruttificare.
Richiede clima caldo-umido, un'esposizione luminosa, luce solare filtrata; teme il gelo.  Annaffiature regolari diradate d'inverno evitando eccessi e ristagni d'acqua; nella stagione secca vaporizzare le foglie frequentemente. Concimazioni mensili d'estate, ogni 3-4 mesi d'inverno, con fertilizzante liquido aggiunto all'acqua delle annaffiature. Si rinvasa solo quando le radici hanno occupato tutto lo spazio disponibile, nei soggetti più vecchi si rinterra, usando terriccio ricco di humus, ben drenato. La moltiplicazione può avvenire per seme (poco pratica, impiegando i semi alcuni mesi per germogliare) o per divisione dei germogli basali dalla pianta madre, posti a radicare in vaso.

## Avversità
- Raramente una scarsa concimazione provoca scolorimento e ingiallimento delle foglie
- Gli eccessi idrici possono favorire il marciume radicale
- Ambienti troppo asciutti provocano il disseccamento degli apici fogliari
- In contenitori con drenaggio insufficiente è possibile un temibile attacco di nematodi
- Altri parassiti sono le cocciniglie, il ragnetto rosso e i tripidi